# Злотники-Мале
Злотники-Мале (пол. Złotniki Małe) — село в Польщі, у гміні Желязкув Каліського повіту Великопольського воєводства.
Населення — 274 особи (2011).
У 1975-1998 роках село належало до Каліського воєводства.

## Демографія
Демографічна структура станом на 31 березня 2011 року:
|          | Загалом | Допрацездатний вік | Працездатний вік | Постпрацездатний вік |
| -------- | ------- | ------------------ | ---------------- | -------------------- |
| Чоловіки | 121     | 24                 | 81               | 16                   |
| Жінки    | 153     | 30                 | 87               | 36                   |
| Разом    | 274     | 54                 | 168              | 52                   |